# باربرا صوفيا فون براندنبورغ
باربرا صوفيا فون براندنبورغ (بالألمانية: Barbara Sophia von Brandenburg )‏ (و. 1584 – 1636 م) هي وصي العرش ألمانية، ولدت في هاله، توفيت في ستراسبورغ، عن عمر يناهز 52 عاماً.